# Byhalia, Mississippi
Byhalia, Mississippi (енгл. Byhalia) град је у америчкој савезној држави Мисисипи.

## Демографија
По попису из 2010. године број становника је 1.302, што је 596 (84,4%) становника више него 2000. године.
| Група             | 2000.       | 2010.       |
| Белци             | 429 (60,8%) | 644 (49,5%) |
| Афроамериканци    | 252 (35,7%) | 584 (44,9%) |
| Азијати           | 0 (0,0%)    | 0 (0,0%)    |
| Хиспаноамериканци | 22 (3,1%)   | 52 (4,0%)   |
| Укупно            | 706         | 1.302       |